# Meioneta tibialis
Meioneta tibialis là một loài nhện trong họ Linyphiidae.
Loài này thuộc chi Meioneta. Meioneta tibialis được Andrei V. Tanasevitch miêu tả năm 2005.